# Almudaina
Almudaina es un municipio de la Comunidad Valenciana perteneciente a la comarca del Condado de Cocentaina. Situada en el norte de la provincia de Alicante, España.

## Toponimia
El topónimo deriva del árabe المدينة (al-mudayna), «la ciudadela».

## Geografía
Enclavada en las laderas de la sierra que lleva su mismo nombre. Para acceder a esta población hay que tomar la carretera que lleva de Benimarfull a Planes.

### Localidades limítrofes
Su término municipal limita con los de Balones, Benillup, Benimarfull, Millena y Planes.

## Historia

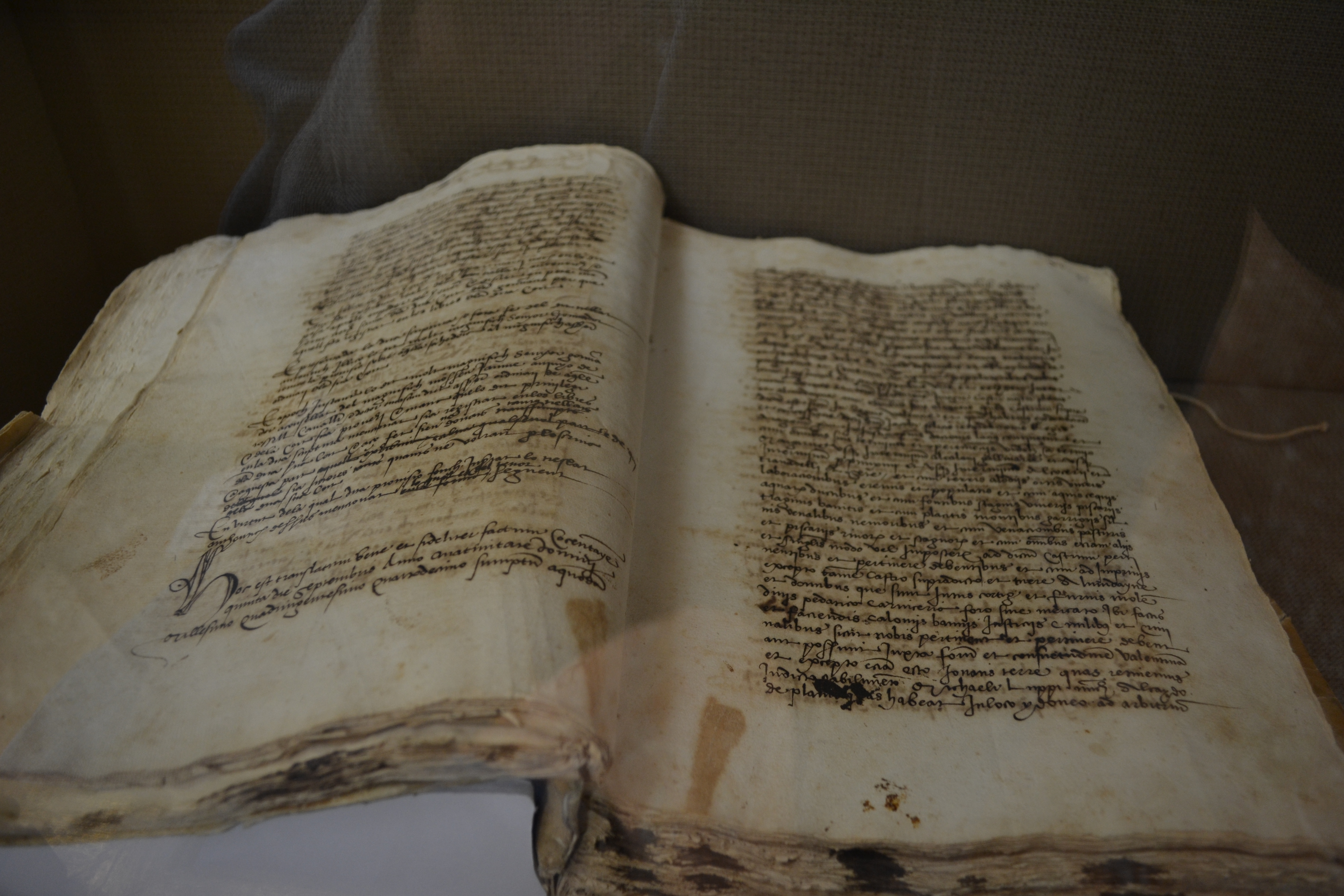
Carta Puebla de Planes y Almudaina (1278).

Su topónimo, como el pueblo, es de origen árabe y significa «la ciudadela» (al-mudayna, المدينة).
Lugar de moriscos, formaba parte de la parroquia y baronía de Planes. El 1534 fue incorporada a la rectoría de Catamarruc hasta que en el año 1574, con una población de 140 moriscos, se erigió en parroquia independiente juntamente con el anexo de Benialfaquí, aunque esta separación no tendría carácter efectivo hasta el año 1619, diez años más tarde de su despoblamiento por la expulsión de los moriscos.

## Geografía humana

### Demografía
Cuenta con una población de 118 habitantes (INE 2024).
| Gráfica de evolución demográfica de Almudaina entre 1842 y 2021                                                       |
| |
| Población de derecho según los censos de población del INE. Población de hecho según los censos de población del INE. |

## Administración y política
| Elecciones municipales del 26 de mayo de 2019 |         |                         |       |         |            |            |
| Partido                                       | Partido | Candidato               | Votos | Votos   | Concejales | Concejales |
| Partido Popular                               |         | José Luis Seguí Andrés  | 38    | 48,10 % | 4          | =          |
| Partido Socialista del País Valenciano-PSOE   |         | Francisco Adrián Jurado | 20    | 25,32 % | 1          | =          |
| Fuente: Ministerio del Interior (España).     |         |                         |       |         |            |            |

| Periodo   | Nombre                 | Partido |
| --------- | ---------------------- | ------- |
| 1979-1983 | José Luis Seguí Andrés | UCD     |
| 1983-1987 | José Luis Seguí Andrés | AP      |
| 1987-1991 | José Luis Seguí Andrés | AP      |
| 1991-1995 | José Luis Seguí Andrés | PP      |
| 1995-1999 | José Luis Seguí Andrés | PP      |
| 1999-2003 | José Luis Seguí Andrés | PP      |
| 2003-2007 | José Luis Seguí Andrés | PP      |
| 2007-2011 | José Luis Seguí Andrés | PP      |
| 2011-2015 | José Luis Seguí Andrés | PP      |
| 2015-2019 | José Luis Seguí Andrés | PP      |
| 2019-2023 | José Luis Seguí Andrés | PP      |
| 2023-act. | Pau Navarro Giner      | PP      |

José Luis Seguí Andrés fue alcalde desde 1972, cuando fue nombrado por el gobernador civil de Alicante, y ha ganado todas las elecciones democráticas desde 1979 hasta 2019.

## Patrimonio
- Torre de Almudaina. Declarada Bien de Interés Cultural.

## Fiestas locales
Como muchos de los pueblos de la zona, Almudaina celebra fiestas de verano e invierno.
En verano, 23, 24 y 25 de agosto en honor a san Bartolomé Apóstol, titular de la parroquia de la localidad.
En invierno, el 19 de enero, en honor a san Canuto, patrón del pueblo.